# Bazální stimulace
Bazální stimulací se rozumí pedagogicko-ošetřovatelský koncept, který má nabídnout mentálně postiženým jedincům nebo pacientům v nemocnici (často na JIP) podněty pro vývoj jejich osobnosti v jednoduché podobě. Synonymem pro bazální stimulaci je bazální dialog.
Koncept vymyslel německý speciální pedagog prof. Andreas D. Fröhlich, tehdy v rámci své disertační práce. Jeho snahou bylo umožnit i lidem s těžkým kombinovaným postižením samostatný život, byť ve velmi omezené podobě. Po 10 letech, kdy profesor Frolich svůj koncept používal u dětí, se tuto metodu podařilo převést do ošetřovatelství. O to se zasloužila německá zdravotní sestra prof. Christel Bienstein.
Koncept vychází z poznatků několika vědních oborů, jako pedagogiky, fyziologie, anatomie, neurologie, vývojové psychologie a medicíny. Tento koncept má uplatnění ve zdravotnictví, ve školství i v sociální oblasti. Propagátorkou bazální stimulace v ČR je zdravotní sestra PhDr. Karolína Friedlová, PhD. Založila v České republice Institut bazální stimulace. který také vede.

## Princip
Základní myšlenkou je stimulovat pacienta (dítě, žáka, osobu, uživatele sociálních služeb), aby vnímal vlastní tělo. Díky určitým metodám by měl snáze a celkově kvalitněji vnímat okolní svět a následně s ním navázat komunikaci.

## Druhy stimulací
Stimulace lze rozdělit do několika typů:
- Somatické - tělesné podněty (doteky, masáže,...) pomáhají pacientovi vnímat vlastní tělo;
- Vibrační - pomáhá vnímat vibrace a chvění lidského hlasu. Lze jim také ovlivnit rytmické dýchání pacienta;
- Vestibulární - pomáhá s orientací v prostoru a uvědomování si své vlastní polohy v něm;
- Auditivní - pacientovi se pouštějí jeho oblíbené a známé zvuky;
- Orální - pacientovy oblíbené tekutiny stimulují receptory chuti;
- Taktilně-haptická - zaměřená na osvojování manipulace s předměty.[1]